# Calceolaria urticifolia
Calceolaria urticifolia är en toffelblomsväxtart som beskrevs av Molau. Calceolaria urticifolia ingår i släktet toffelblommor, och familjen toffelblomsväxter. Inga underarter finns listade i Catalogue of Life.